# ドイツキリスト教民主同盟・バーデン＝ヴュルテンベルク州支部
| 代表            | Logo                                                                   |
| --------------- | ---------------------------------------------------------------------- |
| (Thomas Strobl) |                                                                        |
| Basis data      |                                                                        |
| 設立:           | 1971年1月15日                                                          |
| 州本部:         | シュトゥットガルト                                                     |
| 代表:           | トーマス・ストローブル                                                 |
| 名誉代表:       | ハンス・フィルビンガー † ロタール・シュペート                          |
| 副代表:         | アネッテ・ヴィドマン＝マウツ トルステン・フライ ヴィンフリート・マック |
| 会計責任者:     | ハンス・ライヒェンエッカー                                             |
| 幹事長:         |                                                                        |
| 州議会院内総務: | フローリアン・C.ヴェラー                                               |
| 党員数:         | 72.808 (Stand: 2011)                                                   |
| Website:        | www.cdu-bw.de                                                          |

ドイツキリスト教民主同盟・バーデン＝ヴュルテンベルク州支部 (ドイツ語:  CDU Baden-Württemberg ）はバーデン＝ヴュルテンベルク州におけるCDUの州支部である。 72.808人の党員を有し、 CDUで2番目に大きい支部である。代表はトーマス・ストローブル連邦議会議員である。
ドイツキリスト教民主同盟・バーデン＝ヴュルテンベルク支部は1971年、北バーデン、南バーデン、北ヴュルテンベルク、ヴュルテンベルク＝ホーエンツォレルンの上部組織として設立された。
1953年から2011年までCDUはバーデン＝ヴュルテンベルク州において連続して州首相を出してきた。2011年3月27日に行われたバーデン＝ヴュルテンベルク州議会選挙で敗北し、野党に転落した。

## 内部構造
この州支部は4つの支部連合、北バーデン、南バーデン、北ヴュルテンベルク、ヴュルテンベルク＝ホーエンツォレルンに分けられる。これらの地域支部はさらに41の地区支部、800以上の市、町村支部に分けられる。

### 組織
キリスト教民主同盟州支部の最上位機関は州党大会である。州党大会幹事会と州支部指導部の党員、並びに州支部審査部構成員は州党大会で選出される。この州支部における独自性は代議員の選出方法である。郡支部は250人の党員に1人というルールで代議員を州党大会に派遣する。加えて、最近の州党大会に際して４つある支部連合から1人ずつの代議員を加える形で選出する。これらの特別な規定は複数の支部をまとめるための妥協として制定された。
州指導部はCDUバーデン＝ヴュルテンベルクの日常の政治に関して決定を下す。その決定は指導部の独断ではなく、州党大会の決議を順守した上で行われる。

### 党員
バーデン＝ヴュルテンベルクにおける全ての政党と同様に、CDU州支部は西部ドイツにおいて比較すると平均以下の党員比率しか示していない。これは南西ドイツにおける政治自治の伝統につながっている。地方自治体レベルにおいて政党への所属は重要なことではなく、パーソナリティが重要視されている。そのため、政党から距離を持つことや無所属、無党派という文化がこの地では支配的である。
下記の図は州支部結成以来の党員数の発展を示している。1984年12月が党員数の絶頂期であった。
| 時期          | 党員数 |
| Dezember 1970 | 45.504 |
| April 1973    | 58.001 |
| Mai 1981      | 87.276 |
| Dezember 1984 | 96.146 |
| Juni 1991     | 91.876 |
| August 2001   | 81.264 |
| 2006          | 77.800 |

2001年8月時点、79 %の州支部党員が男性、21 %の党員が女性だった 
その時点で州党支部におけるローマ・カトリック教会信徒の比率は約60％、バーデン福音主義州教会、ヴュルテンベルク福音主義州教会に属する 福音主義教会信徒の比率は約27%であった  2001年8月時点の州支部党員の平均年齢は56歳であった

## 2011年州議会選挙敗北時までの政策内容
「現在と未来の間における新しいバランスのために」という表題でドイツキリスト教民主同盟・バーデン＝ヴュルテンベルク州支部は基本綱領を2006年において作成し 、「本当により良い社会を」という表題で2006年から2011年まで州政府の政策綱領を発表した 。ここには2006年から2011年までの州政府の政治施策をまとめていた。

### 家族政策
CDU バーデン＝ヴュルテンベルク州支部は男性と女性の間における婚姻に社会の理想像を見出し、婚姻こそが家族の幸福に寄与できる最上の基盤であると見なす。家族は父、母、子供たちから成り立ち、社会の基礎として見なされる。ライフパートナーシップ登録をした男性同性愛者、女性同性愛者カップルに婚姻者と法的に同等の権利を認めることにCDU バーデン＝ヴュルテンベルク州支部は反対する。同様に同性愛者カップルに養子縁組に関する権利を付与することに反対する。

### 経済、社会政策
CDUは経済成長と雇用促進に関して、自由と社会的責任の間でバランスの取れた社会を新たに構築しようとするものである。さらなる企業家精神と新たな立法を求める。投資環境を整え企業側の負担を軽減することによって、バーデン＝ヴュルテンベルク州を企業活動の中心地にすることが州政府の課題である。CDUはバーデン＝ヴュルテンベルクに関するエリアマーケティングと積極的な見本市誘致を求める。中流階級と手工業への援助、同様にドイツの銀行業界への信頼表明もCDUの要求に含まれる。地方自治体経済の改革を具体的に推し進めるが、地方自治体が地域住民とは関係しない経済活動には従事できないようにする。　
社会政策において、CDUは南西部においてドイツ連邦共和国における最低レベルの失業者数であることを指摘した上で、長期失業者を再び労働市場に組み入れるためにコンビ賃金の維持を求める。数少ない資格を有する青少年たちを援助するために、4060万ユーロの費用でAKKUプログラムを創設する。CDUの目標は、女性ということだけで与えられる割り当て制度(クオータ制)よりも能力によってポストを得る女性の比率を高めることである。加えて、バーデン＝ヴュルテンベルク子供共和国プロジェクトを設立するものとする。

### エネルギー政策
CDUは「気候問題に関する計画2010」で再生可能エネルギーの比率を2010年までに倍に上げようとした。そこでの重点項目はバイオマスの活用であった。2010年までに第一次エネルギー消費量の約2,5％をバイオマスに担わせようとした。それに反して、風力発電の導入はこの州における風量の状況によって否定的に判断された。原子力エネルギーに関して、2011年の福島第一原子力発電所事故前まで原子力発電所の操業延長を容認していた。福島事故後、 州議会選挙前までに原発廃棄という方向に政策転換を図ったが、2011年3月27日に行われたバーデン＝ヴュルテンベルク州議会選挙では敗北を喫した。

### 教育政策
CDUは教育政策において、教育、保育、家族支援政策を密接に結びつけること定めていた。CDUは3つに分かれた現行の中等教育システム(大学進学者向けのギムナジウム、職業訓練に教養科目を付加した実科学校、職業訓練中心の基幹学校)を支持し、中等教育における総合学校導入に反対する。教師5500人の追加採用と予備教師制度の設立によって、授業休止措置を減少させる。
州内の諸大学は自らの努力によってより優れた教育をするように求められる。現在求められている大学と企業の間での協議、調整は正当なものと見なされるべきである。諸大学での増改築プログラム向けの追加州資金と一人当たり500ユーロに減額された学費援助の改善を求める。
CDUは低学力生徒たちに集中した援助を与える。バーデン＝ヴュルテンベルク州において、学業を修了できない生徒数は連邦平均値の半分である6,7 %であるが、この生徒たちに援助を集中させる。他方では才能を有する生徒に向けた援助にも賛成する。